# Warren Shouldice
Warren Shouldice (* 1. April 1983 in Calgary) ist ein kanadischer Freestyle-Skier. Er ist auf die Disziplin Aerials (Springen) spezialisiert. 2011 wurde er Weltmeister.

## Biografie
Shouldice trat im Januar 1999 im Nor-Am Cup an. Sein Debüt im Weltcup hatte er am 12. Januar 2003 am Mont Tremblant, wo er den 30. Platz belegte. Das beste Ergebnis in seiner Premierensaison war ein sechster Platz. Am 11. Januar 2004 erzielte er die erste Podestplatzierung, als er ebenfalls am Mont Tremblant Zweiter wurde. Auch in der darauf folgenden Saison 2004/05 war ein zweiter Platz seine beste Platzierung. Bei der Weltmeisterschaft 2005 in Ruka kam er auf Platz neun.
Am 16. Dezember 2005 konnte Shouldice in Changchun seinen ersten Weltcupsieg feiern. Im selben Winter folgten je ein zweiter und ein dritter Platz. Bei den Olympischen Winterspielen 2006 wurde er Fünfter. Verletzungsbedingt musste Shouldice die gesamte Saison 2006/07 pausieren. In der Weltcupsaison 2007/08 standen wiederum zwei Podestplätze zu Buche, ebenso in der Saison 2008/09. Im japanischen Inawashiro gewann er bei der Weltmeisterschaft 2009 die Bronzemedaille.
Die Saison 2009/10 schloss Shouldice mit einem weiteren Podestplatz ab, bei den Olympischen Winterspielen 2010 sprang er auf Platz zehn. Am 29. Januar 2011 gelang ihm vor heimischen Publikum in Calgary der zweite Weltcupsieg. Bei der Weltmeisterschaft 2011 gelang ihm mit dem Gewinn der Goldmedaille der größte Erfolg seiner Karriere.

## Erfolge

### Olympische Spiele
- Turin 2006: 6. Aerials
- Vancouver 2010: 10. Aerials

### Weltmeisterschaften
- Ruka 2005: 9. Aerials
- Inawashiro 2009: 3. Aerials
- Deer Valley 2011: 1. Aerials

### Weltcupwertungen
- Saison 2005/06: 9. Gesamtweltcup, 3. Aerials-Weltcup
- Saison 2007/08: 6. Aerials-Weltcup
- Saison 2009/10: 8. Aerials-Weltcup
- Saison 2010/11: 5. Aerials-Weltcup

### Weltcupsiege
Shouldice errang bisher 12 Podestplätze, davon 2 Siege:
| Datum             | Ort       | Land   |
| ----------------- | --------- | ------ |
| 16. Dezember 2005 | Changchun | China  |
| 29. Januar 2011   | Calgary   | Kanada |

### Weitere Erfolge
- 1 Sieg im Nor-Am-Cup